# NGC 890
NGC 890 è una galassia lenticolare situata nella costellazione del Triangolo, a una distanza di circa 179 milioni di anni luce dalla nostra Via Lattea.

## Scoperta
La galassia è stata scoperta il 13 settembre 1784 dall'astronomo britannico di origine tedesca William Herschel.